# Francesco Diodati

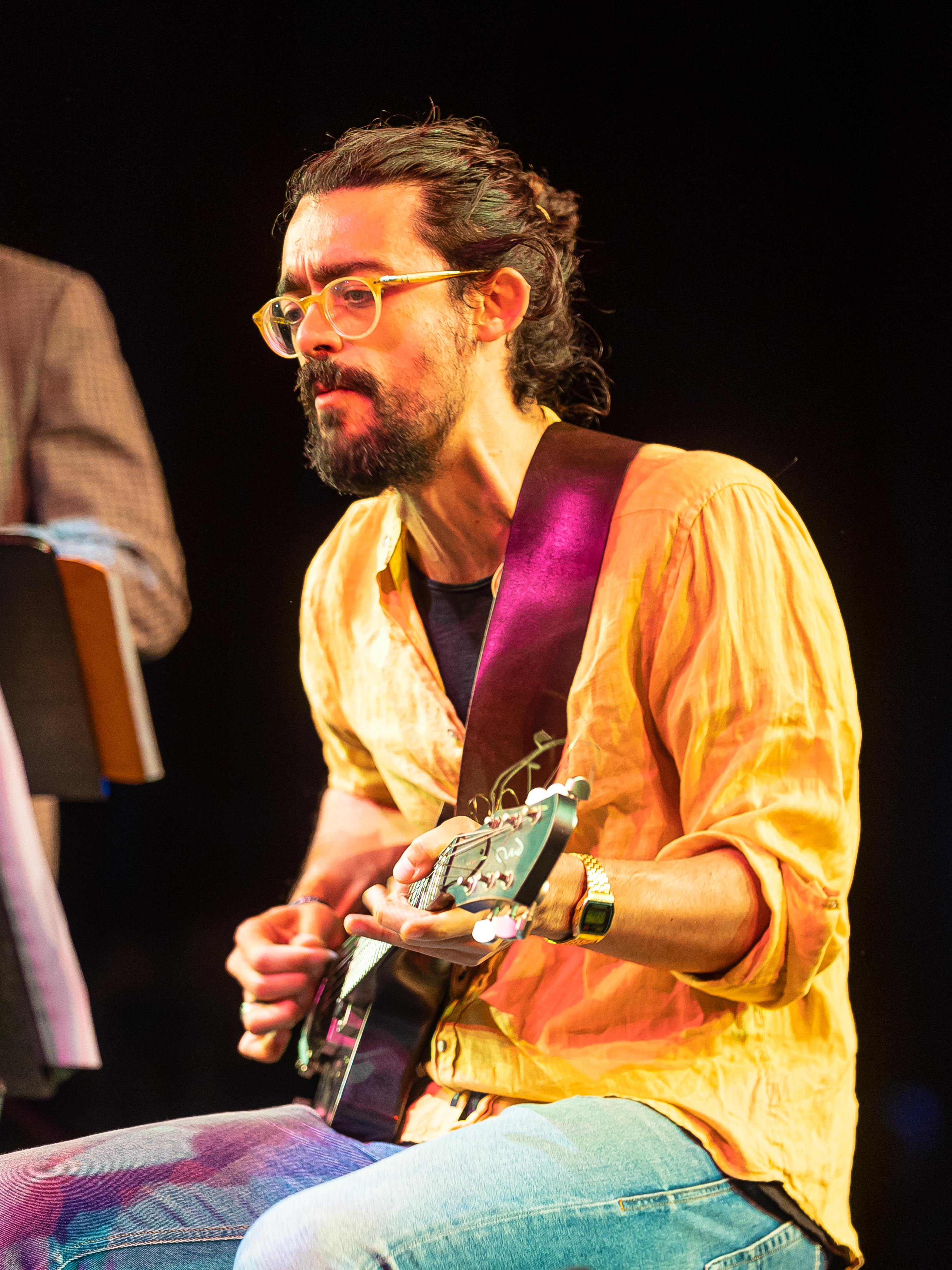
Francesco Diodati beim Moers Festival 2022

Francesco Diodati (* 1983 in Rom) ist ein italienischer Jazzmusiker (Gitarre, Komposition).

## Leben und Wirken
Diodati hörte zunächst Pop- und Rockmusik, wendete sich aber mit 14 Jahren dem Jazz zu. Er absolvierte zwischen 2008 und 2010 ein Masterstudium in Siena und studierte bei Kurt Rosenwinkel, Marc Ducret, John Abercrombie, Hein van de Geyn, Jeff Ballard, Drew Gress, Seamus Blake und Roberto Cecchetto. Aufgrund seiner Studienleistungen konnte er am Panama Jazz Festival und für eine Reihe von Konzerten in New York und Boston am kulturellen Austausch mit Schülern des Pariser Konservatoriums und des Berklee Global Jazz Institute teilnehmen. 2009 erhielt er ein Stipendium für ein Studium an der New School for Contemporary Music in New York, wo er unter anderem bei Reggie Workman, Ben Allison, Peter Bernstein und Rachel Z studierte.
Diodati ist der Leiter von Neko, zu dem Francesco Bigoni, Carlo Conti, Francesco Ponticelli und Ermanno Baron gehören, mit denen er zwei Alben beim Label Auand Records veröffentlicht hat. Auch mit seinem Yellow Squeeds Quintett spielte er zwei Alben für dieses Label ein. Seit 2010 ist er zudem Mitglied des ambitionierten Projekts MyanmarMeetsEurope von Tim Isfort, mit dem er zahlreiche Konzerte in Europa und Asien gab. Einem breiten Publikum bekannt wurde er seit 2014 als Mitglied des Quartetts von Enrico Rava, mit dem er auch im Duo auftrat. Paolo Fresu holte ihn zu seinem Album Heroes – a Tribute to David Bowie (2021). Zudem begleitet er die apulische Sängerin und Songwriterin Erica Mou und gehörte zum Marcello Allulli Trio, der italienisch-französischen Gruppe Travelers um Matteo Bortone, der Gruppe Abhra von Julien Pontvianne, Bobby Prevites Plutino, verschiedenen Ensembles der römischen Sängerin Ada Montellanico, der Contemporary Five um Gaetano Partipilo und der Gruppe von Simona Severini. Weiterhin arbeitete er mit Jim Black, Dave Binney, Paolo Fresu, Antonello Salis, Shane Endsley, Sofia Ribeiro, Javier Moreno, Fabrizio Bosso, Roberta Gambarini, Greta Panettieri und Gaetano Partipilo.
In den Jahren 2013, 2014 und 2015 führte er im Leserpoll der Zeitschrift JazzIt als bester Gitarrist.